# Apostolska nunciatura na Timoru
Apostolska nunciatura na Timoru je diplomatsko prestavništvo (veleposlaništvo) Svetega sedeža na Timoru; ustanovljena je bila leta 2002.
Trenutni apostolski nuncij je Leopoldo Girelli.

## Seznam apostolskih nuncijev
- Renzo Fratini (24. junij 2003–27. januar 2004)
- Albert Malcolm Ranjith Patabendige Don (29. april 2004–10. december 2005)
- Leopoldo Girelli (10. oktober 2006–danes)